# ミェンズィモジェ

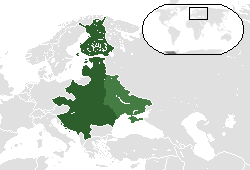
ミェンズィモジェ構想の一例。薄緑で表示されているのはウクライナとベラルーシで、両国とも1921年にソヴィエト連邦に編入された。

ミェンズィモジェ（波: Międzymorze、ウクライナ語: Міжмор'я、ベラルーシ語: Міжмор’е）は、かつてのポーランド＝リトアニア共和国構成国の政治家によって何度も提言されてきた地理的計画のことであり、提唱者の中には、かつての構成国ではなかった周辺の国家をも包括するという考え方もされている。提唱された多国政体はその領域をバルト海から黒海にまで広げることになるため、ラテン語で「海洋間の」という意味のインテルマリウム（羅: Intermarium）という名前でも呼ばれている。

## 概要
ミェンズィモジェは、中欧・東欧の連合が形成されることを見越して、当時のポーランド指導者でロシア帝国時代に政治犯であったユゼフ・ピウスツキによって追求され、その中でバルト三国（エストニア・ラトビア・リトアニア）やフィンランド・ウクライナやベラルーシ・ハンガリー・ルーマニア・ユーゴスラビア・チェコスロバキアの勧誘を模索していた。ポーランド名である "Międzymorze" は、ラテン語の "Intermarium" を直訳したものである。
ミェンズィモジェ構想は、ポーランド王国とリトアニア大公国の合同によって成立し、16世紀末から18世紀末まで存在したポーランド＝リトアニア共和国を見習い、その領域をバルト海から黒海にまで伸ばすことを標榜とし、同時にピウスツキはミェンズィモジェを、彼が目指していたロシア帝国領土の分割およびロシア帝国領から生じる収益の固有化などの方針（これはプロメテイズム、またはプロメテアニズムと呼ばれている）を補完するものと位置付けた。
ところが、ミェンズィモジェ構想はリトアニア人にとって「ようやく手に入れた独立に対する脅威」であるとされ、またウクライナ人にも「自分たちの独立願望を阻害する脅威」と認知された。その一方でフランスはこれらの活動を支援したが、ロシア帝国やその他の西欧諸国はこの運動に反対していた。ピウスツキの計画が失敗に終わって20年が経った頃には、彼が編入を試みたほぼすべての国家がソヴィエト連邦やナチス・ドイツに編入されてしまった（フィンランドはソヴィエト連邦との冬戦争にて幾分かの領土を失ったものの、国家の編入へと至ることはなかった）。

## 始まり

### ポーランド=リトアニア共和国

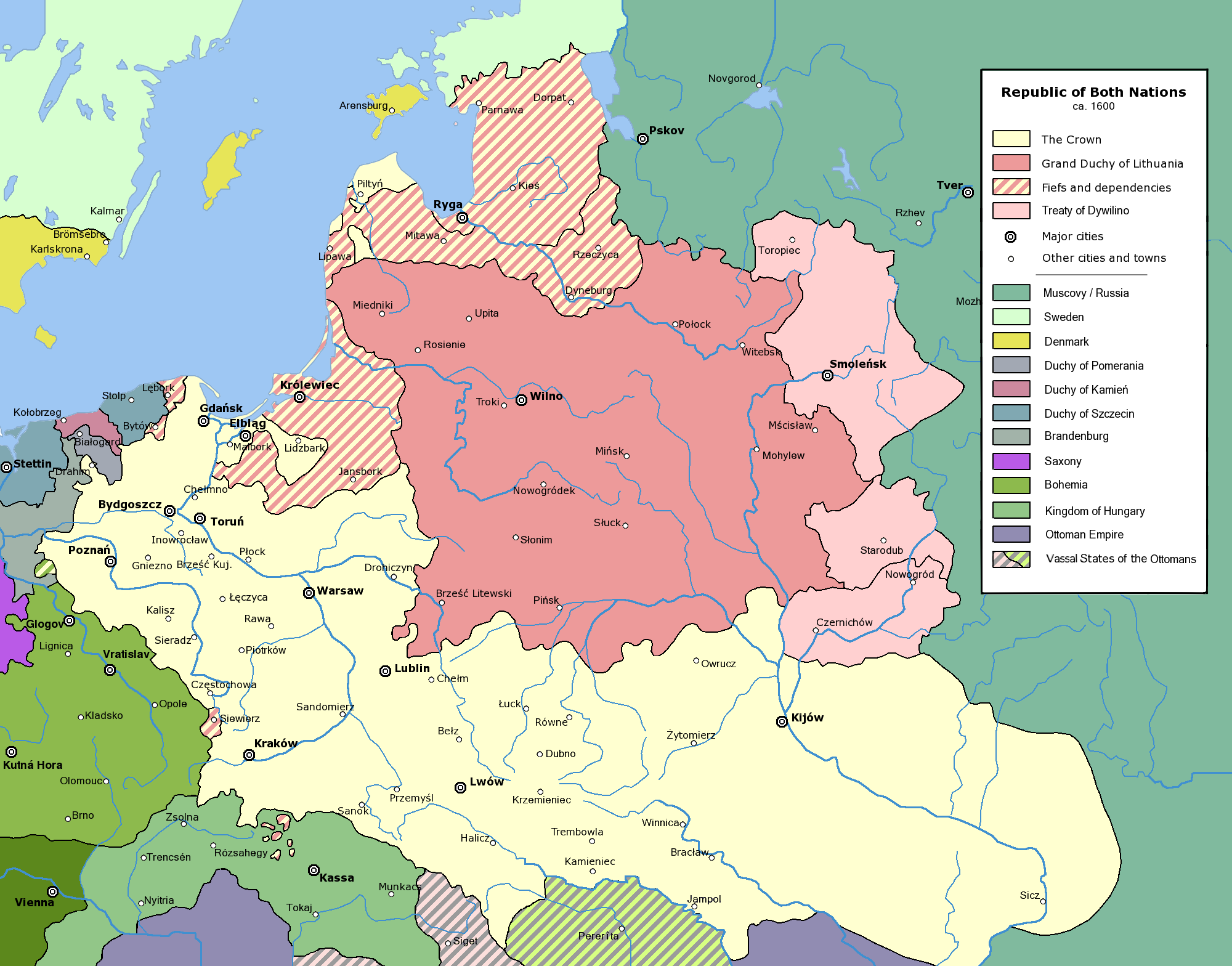
ポーランド＝リトアニア共和国の最大版図

ポーランドとリトアニアによる合同と軍事同盟の締結は、ドイツ騎士団やジョチ・ウルス、モスクワ大公国などの両国共通の脅威に対する相互援助を実現させた。この同盟は1385年に初めて締結され、ポーランド女王ヤドヴィガとリトアニア大公国のゲディミナス朝大公ヨガイラの婚姻が行われた。リトアニア大公のヨガイラは、後にヴワディスワフ2世としてポーランド国王に就任することとなった。
この連合はポーランド=リトアニア共和国として長く続くことになり、18世紀末のポーランド分割までその名を地図に刻むことになった。
共和国の下で、この計画は「ポーランド=リトアニア＝モスクワ共和国」と呼ばれる国家の樹立を標榜するまでに至ったが、ついに計画が実現することはなかった。

### チャルトリスキの計画

一月蜂起にて掲げられたポーランド=リトアニア=モスクワ共和国の紋章。ポーランド王国の白い鷲、リトアニア大公国の騎士、モスクワ大公国の大天使ミカエルと各国の紋章のモチーフが描かれている。

1832年11月から1863年の一月蜂起にかけて、ポーランド=リトアニア共和国を復活させるという考えが、当時パリに亡命中であったポーランド王国の貴族アダム・イエジィ・チャルトリスキによって提唱された。

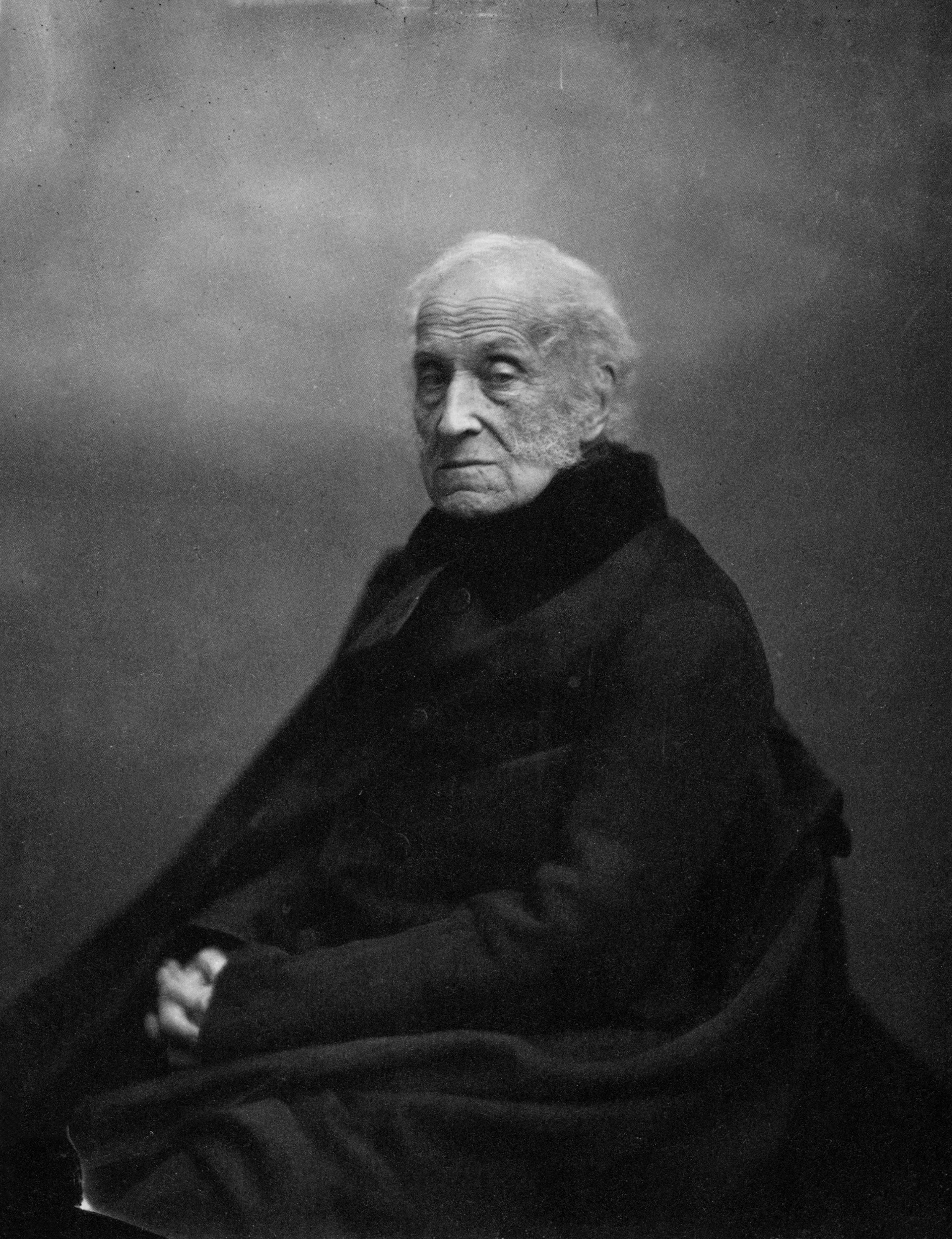
アダム・イエジィ・チャルトリスキ

チャルトリスキは、1792年のポーランド＝ロシア戦争にてロシア帝国と戦い、1794年のコシューシコ蜂起にも参加をするつもりだった（彼はその道中のブリュッセルにて逮捕されたため参加できなかった）。その後、1795年に彼と弟はロシア帝国陸軍への加入を果たした。当時の国王エカチェリーナ2世は彼らをとても気に入り、彼らから没収していた土地の一部を回復させてやるほどであった。チャルトリスキは、ロシア皇帝パーヴェル1世とアレクサンドル1世の下で外交官や外務大臣に務め、ナポレオン戦争の最中には対仏大同盟の結成にも寄与した。彼は1830年11月に発生したポーランド蜂起の指導者の一人でもあり、ロシア帝国による蜂起の鎮圧後には死刑を宣告されるも、最終的にフランスへの亡命を許された。
1827年に完成し1830年にのみ出版された彼の著書 ”Essai sur la diplomatie” （外交論）において、チャルトリスキは「国家の支配域を南や西へと拡大し、東や北からの到達不可能な自然の摂理によって、ロシアはヨーロッパの継続的な脅威になる」と気付き、また「奴隷よりも友人」と関係を築きながらは上手くやっていくだろうと述べた。また彼はプロイセンによる将来的な脅威を突き止め、東プロイセンのポーランドへの編入を力説した。
チャルトリスキの外交努力はピウスツキのプロメテイズム計画、特にポーランド独立を他のヨーロッパの被支配諸国の運動（その中にはコーカサス山脈に位置するジョージアまで含まれていた）から見抜いていた。
チャルトリスキは、フランスやイギリスやオスマン帝国のサポートによってポーランド＝リトアニア共和国が復活することを何より切望しており、その共和国にはチェコ人・スロバキア人・ハンガリー人・ルーマニア人・そして後にユーゴスラビアを形成する南スラヴ人が含まれていた。彼の構想では、ポーランドがハンガリー人とスラヴ人・ルーマニア人との闘争の調停を行えるように出来ていた。この構想は1848年革命が発生する中で到達できると考えられていたが、西欧諸国からの支援が得られなかったこと、ハンガリーとチェコ・スロヴァキア・ルーマニアとの間で妥協が取れなかったこと、ドイツ民族主義が勃興していたことが合わさり失敗に終わった。
それにもかかわらず、ポーランドの歴史研究家マリアン・カミル・ジエヴァノフスキは「王子の努力は16世紀のヤゲヴォ朝政権とユゼフ・ピウスツキのプロメテイズム連合体計画とを繋ぐ重要な考えである」と結論付けている。

## ピウスツキとミェンズィモジェ

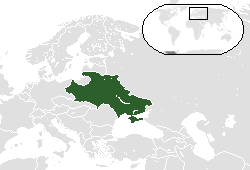
ピウスツキの最初のポーランド＝リトアニア共和国『復興』計画

ユゼフ・ピウスツキの戦略的な目標は、強化された準民主的なポーランド=リトアニア共和国を復活させることであった一方、ロシア帝国や後続のソヴィエト連邦を民族構成を利用して崩壊させるように活動していた（特にソヴィエト連邦の崩壊は彼のプロメテイズム計画の一つであった）。ピウスツキはミェンズィモジェによって誕生する連合をロシアやドイツの帝国主義に対抗する平衡力と見ていた。
ジエヴァノフスキによると、ピウスツキのミェンズィモジェ構想は計画的に実施されることはなく、彼自身の実用本位的な直感に依存していたという。また、ブリストル大学の学者ジョージ・サンフォードによると、1920年のポーランド＝ソヴィエト戦争の頃にはピウスツキもこの計画が実行できないことは理解していたという。

### 対立

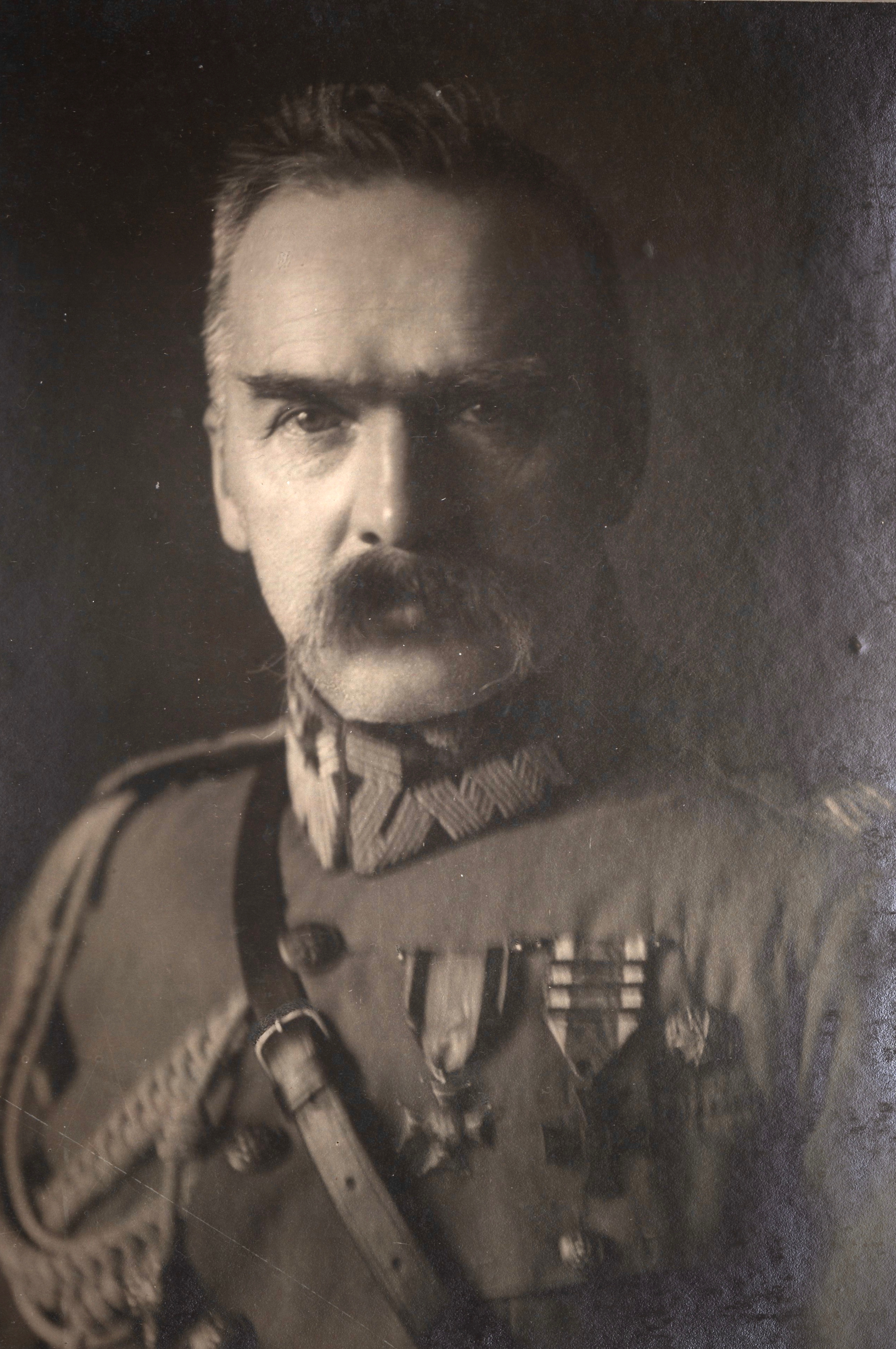
ユゼフ・ピウスツキ

ピウスツキの計画は、事実上全方面からの反対に遭った。ミェンズィモジェ構想によって自身の勢力圏が直接的に脅かされていたソヴィエト連邦は、ミェンズィモジェ協議の妨害工作を行った。また、連合国はボルシェヴィズムが一時的脅威であるとしか認識せず、勢力均衡の観点から事態を荒立てることでロシアとの歴史的繋がりを失うことは望んでいなかった。その為、ピウスツキがロシア白軍の支援を断ったことに対して連合国は激怒。ピウスツキや彼のミェンズィモジェ構想を疑問視し、ポーランドに対して「自身の民族圏に引きこもっていればよい」と主張するまでに至った。1918年に独立を勝ち取ったリトアニアはミェンズィモジェへの加入に消極的になり、独立を模索していたウクライナは再びポーランドへ編入されることを恐れた。当時まだ民族意識が小さかった白ロシア（ベラルーシ）の人々は、独立することにもピウスツキによって連合に組み入れられることにも興味が無かった。結局ピウスツキの計画は、第一次世界大戦とその後に引き続いて発生した幾度もの領土を巡った国境紛争（ポーランド＝ソヴィエト戦争、ポーランド＝リトアニア戦争、ポーランド＝ウクライナ戦争、チェコスロヴァキアとの国境紛争）によって、実現の機会を失ってしまったのだった。
また、ピウスツキの構想は国内からも反発の声が上がった。特に、ポーランド国民民主党の党首ロマン・ドゥモフスキは非ポーランド人をポーランド国民化することによって民族的に同質なポーランドを建国することについて疑問を呈した。ドゥモフスキを始めとするポーランドの政治家の多くは多文化的な連邦国家の形成に反対し、ポーランド人による単一の国民国家の形成をより望んだ。サンフォードは1926年のクーデタにて再び権力を掌握したピウスツキの政策について、それまでと同じように東部のスラヴ民族の同化や権力の集中化に努めたと語った。
幾人かの学者が、ピウスツキが自身の連合構想で語った選挙君主制に額面的に賛成していた一方で、ほかの学者達は選挙君主制に対して懐疑的であり、1926年クーデタ以降にピウスツキが独裁的な権力を握っているという見方が強かった。特筆すべきことにの構想に対してほとんどのウクライナ人歴史家が否定的な見方を示しており、例えばオレクサンドル・デルハチョフは「ミェンズィモジェ連合は、ポーランド人以外（殊にウクライナ人）への興味が薄い大ポーランドを形成することになっただろう」と述べている。
ピウスツキは「ウクライナの独立無くして、ポーランドの独立はない」と主張していた。このことに関して幾人かの歴史研究家は、ピウスツキはウクライナの繁栄を確かなものとするためにロシアからウクライナを独立させることに関心があったのではないか、と考えている。しかし、彼はガリツィアやヴォルィーニ（両地域ともウクライナに編入されていた地域である）獲得の為にウクライナと戦争を起こすことに躊躇しなかった上、独立した西ウクライナ人民共和国を滅ぼして係争地であったブク川以東にポーランド陸軍を進駐させた（ルヴフのようなポーランド人が大多数を占めていた都市は、その周囲がウクライナ人が多数住む地域にあったのだった）。
ポーランドの将来的な国境について、ピウスツキは「協商国に頼りながら西方で獲得できる地は皆ドイツに奪われた」と語った一方で、東方については「開閉可能なドアは多くあるし、それらは誰かが無理やり開けさせることでしか開かない」と語った。東欧の混沌に際して、ポーランドは可能な限りの領土拡張に乗り出し、その一方でロシア内戦への西欧諸国の介入やその行く末には関心を示さなかった。

### 失敗

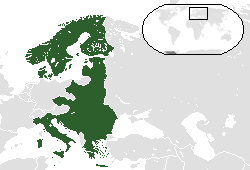
ピウスツキの二番目のミェンズィモジェ構想

ポーランド＝ソヴィエト戦争の余波によって、ピウスツキが計画してきたポーランドとウクライナの合同を礎とする中東欧連合は、遂に実現の機会を失った。
ピウスツキは新たにバルト三国やバルカン諸国との連合や同盟を構想し始めた。この計画は中央ヨーロッパ連合体の形成を目指してポーランド・チェコスロヴァキア・ハンガリー・スカンディナヴィア諸国（スウェーデン・デンマーク・ノルウェー・フィンランド）・バルト三国（エストニア・ラトヴィア・リトアニア）・イタリア・ルーマニア・ブルガリア・ユーゴスラヴィア・ギリシアの参加が予定された。つまり、ミェンズィモジェはその領域をバルト海から黒海だけではなく、北極海から地中海にまで広げたということだ。しかし、この計画もまた失敗に終わった。ポーランドがチェコスロヴァキア・リトアニアから信頼されていなかったのであった。他の国々とは良好な関係が築けていたのだが、これらの両国はポーランドと国境を接しており、全ての参加国が互いに協力し合う関係を築かねばならないような巨大な中欧国家を建設することは事実上不可能だったのだ。結局、この計画は1921年にポーランド＝ルーマニア同盟が締結されるのみに終わり、チェコスロヴァキアは対照的にフランスの支援の下で、ルーマニア・ユーゴスラヴィアと共に小協商を設立することに成功したのだった。

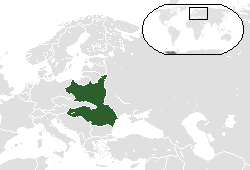
ユゼフ・ベックの「第三のヨーロッパ」構想。ポーランド、ハンガリー、ルーマニアから構成されている。

ピウスツキは1935年に死亡。二番目に考案されたミェンズィモジェ構想は、戦間期にポーランド外務大臣でピウスツキの子分でもあったユゼフ・ベックの下で「第三のヨーロッパ」構想として1930年代後半に実現が試みられることとなった。
1932年に結ばれていたポーランド＝ソヴィエト不可侵条約があるにもかかわらず、ソヴィエト連邦はナチス・ドイツとの合同を許諾、中欧と東欧をそれぞれの支配下に置くことを承認した。幾人かの歴史研究家は、ピウスツキのミェンズィモジェ構想のように、ドイツやソヴィエト連邦との平衡力を作ることに失敗したのは、第二次世界大戦における被支配国の運命だったのではないだろうか、と語っている。

## 第二次世界大戦とその後

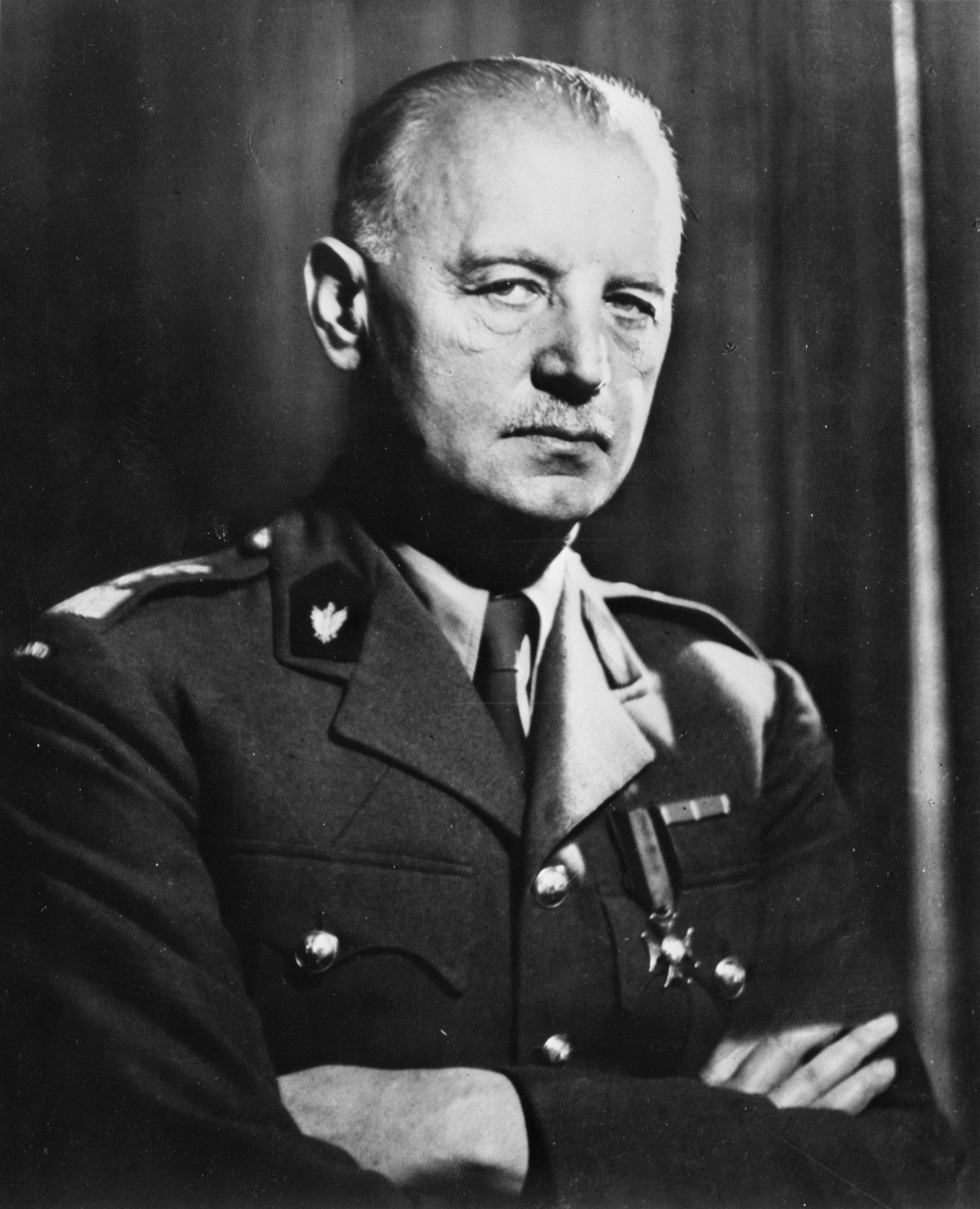
ヴワディスワフ・シコルスキ

バルト海・黒海・アドリア海およびエーゲ海にまたがって広がる地理的自主独立体を結成するという「中央ヨーロッパ連合」構想は、第二次世界大戦期にポーランド亡命政府のヴワディスワフ・シコルスキによって復活することになった。1942年にその第一歩としてギリシア・チェコスロヴァキア・ポーランド・ユーゴスラヴィアの4亡命政府による会談が実施され、ギリシア＝ユーゴスラヴィア連合とポーランド＝チェコスロヴァキア連合の将来的な結成が決定した。しかし、この合意に対してチェコ人の反発や連合国の反感を招いたうえ、最終的にこの計画はソヴィエト連邦の反対によって失敗に終わった。同時期にポーランド地下国家の樹立が宣言されると、どんな単一の国家にも支配されない中央ヨーロッパの連合国家の建設を叫ぶ声が高まっていった。
20世紀の末から21世紀にかけても様々な形でミェンズィモジェ構想は継続して考えられており、中にはポーランド主導ではないような地域安全保障協定などもある。しかし、ポーランドの近隣国は変わらず、そういった数々の提案を帝国主義的であると見ている。
1991年にワルシャワ条約機構が解体。その後1999年にチェコ・ハンガリー・ポーランドの三国は北大西洋条約機構に加盟し、他の旧社会主義国家へNATO加盟への足掛かりを作った。事実、2004年にはスロベニア・スロバキア・ブルガリア・ルーマニア・バルト三国の七か国がNATOへと加盟した。ウクライナもヴィクトル・ユシチェンコ大統領がNATOへの加盟に関心を示したが、次代のヴィクトル・ヤヌコーヴィチは一切関心を示さなかった。
その後欧州連合にも、2004年にポーランド・スロベニア・スロバキア・チェコ・ハンガリー・バルト三国が、2007年にルーマニアとブルガリアが、2013年にはクロアチアが加盟している。
2011年5月12日、ヴィシェグラード・グループに参加する四か国（ポーランド・スロバキア・チェコ・ハンガリー）は、ポーランドを最高司令とする任務部隊の結成を宣言した。2016年までに各国から独立した部隊として結成が予定され、NATOの指揮下には入らないことも同時に宣言された。さらに、2013年からヴィシェグラード・グループの四か国はNATO即応部隊の援助のもとで合同演習を実施することも決定した。研究者の中には、この一連の動きが中央ヨーロッパの統合を進める第一歩となるとする者もいる。
また2015年8月6日、ポーランド大統領のアンジェイ・ドゥダは就任演説において、ミェンズィモジェをモデルにしたと考えられる中央ヨーロッパ連合の構想を発表した。この構想に似たものとして、三海洋イニシアティブの第一回サミットが2016年にクロアチアのドゥブロニクにて開催されている。

## 影響
ポーランドのミェンズィモジェ連合という概念は、世界中の様々な地域においても似たように確認できる。
19世紀初頭に、エルサルバドル・ニカラグア・ホンジュラス・グアテマラ・コスタリカといった中央アメリカの諸国において、イギリス帝国やメキシコ帝国、大コロンビアといった強国に対抗するために中央アメリカ連邦共和国という国家を樹立しようとする試みがなされた。しかし、この連邦共和国は内紛によって短命に終わった。
また20世紀末には、カンボジア＝ベトナム戦争や中越戦争によって引き起こされた反ベトナム感情の影響によって、ベトナム国内ではインドシナ半島を中心とした東南アジアに、中国などに対抗するための共産主義ミェンズィモジェを設立する構想が高まりを見せた。しかし、ベトナムの帝国主義的発想や「中国・カンボジア・タイへの侵攻計画」に対して批判が殺到し、実現することはなかった。

## 参考
- Janusz Cisek, Kilka uwag o myśli federacyjnej Józefa Piłsudskiego, Międzymorze – Polska i kraje Europy środkowo-wschodniej XIX-XX wiek (Some Remarks on Józef Piłsudski's Federationist Thought, Międzymorze — Poland and the East-Central European Countries in the 19th–20th Centuries), Warsaw, 1995.
- Marek Jan Chodakiewicz, Intermarium: The Land between the Black and Baltic Seas  (Transaction Publishers) New Brunswick, NJ. 2012.
- Marian Kamil Dziewanowski, "Polski pionier zjednoczonej Europy" ("A Polish Pioneer of a United Europe"), Gwiazda Polarna (Pole Star), vol. 96, no 19 (September 17, 2005), pp. 10–11.
- M.K. Dziewanowski, Czartoryski and His Essai sur la diplomatie, 1971, ASIN:  B0072XRK6.
- M.K. Dziewanowski, Joseph Pilsudski:  a European Federalist, 1918–1922, Stanford, Hoover Institution, 1979.
- Peter Jordan, Central Union of Europe, introduction by Ernest Minor Patterson, Ph.D., President, The American Academy of Political and Social Science, New York, Robert M. McBride & Company, 1944.
- Jonathan Levy, The Intermarium: Madison, Wilson, and East Central European Federalism, ISBN 1-58112-369-8, 2006
- Sławomir Łukasiewicz, Trzecia Europa:  Polska myśl federalistyczna w Stanach Zjednoczonych, 1940–1971 (Third Europe:  Polish Federalist Thought in the United States, 1940–1971), Warsaw, Institute for National Remembrance (Instytut Pamięci Narodowej), 2010, ISBN 978-83-7629-137-6.
- Anna Mazurkiewicz (University of Gdańsk), review of Sławomir Łukasiewicz, Trzecia Europa:  Polska myśl federalistyczna w Stanach Zjednoczonych, 1940–1971, in Polish American Studies:  A Journal of Polish American History and Culture, Published by the Polish American Historical Association, vol. LXVIII, no. 1 (Spring 2011), ISSN 0032-2806, pp. 77–81.
- Piotr Okulewicz, Koncepcja "miedzymorza" w myśli i praktyce politycznej obozu Józefa Piłsudskiego w latach 1918–1926 (The Concept of Międzymorze in the Political Thought and Practice of Józef Piłsudski's Camp in the Years 1918–1926), Poznań, 2001, ISBN 83-7177-060-X.
- Antoni Plutynski, We Are 115 Millions, with a foreword by Douglas Reed, London, Eyre & Spottiswoode, 1944.
- David J. Smith, Artis Pabriks, Aldis Purs, Thomas Lane, The Baltic States: Estonia, Latvia and Lithuania, Routledge (UK), 2002, ISBN 0-415-28580-1 Google Print, p.30 (also available here).